# Bruno Saby

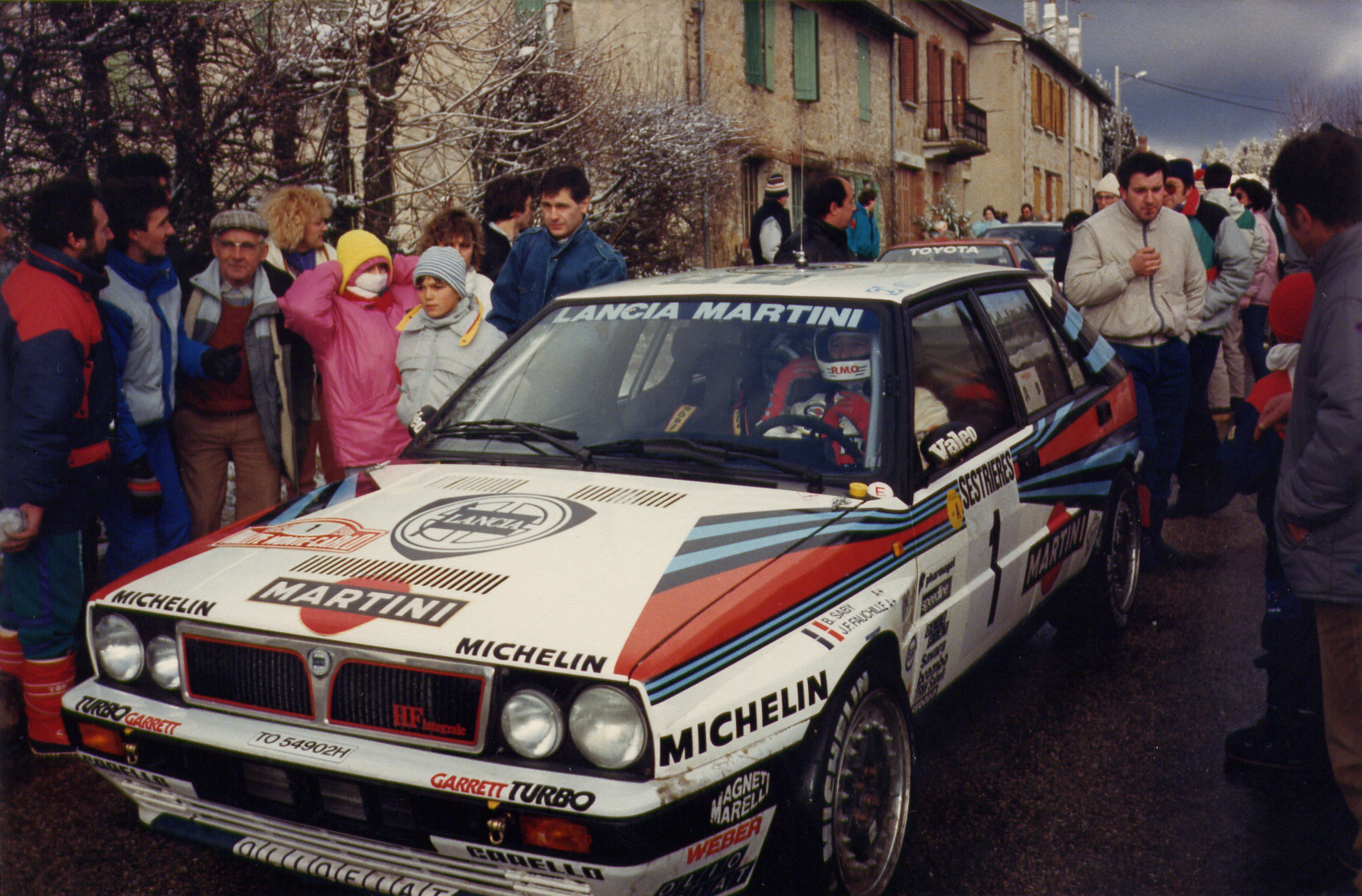
Saby autója 1989-ben

Bruno Saby (La Tronche, 1949. február 23. –) francia autóversenyző, 1993-as Dakar-rali győztese.

## Pályafutása
1981-ben francia ralibajnok volt egy Renault 5 Turbo-val. Olyan nagy csapatok színeiben indult rali-világbajnoki futamokon mint, Renault, Peugeot és Lancia. Megnyerte az 1986-os Korzika ralit, majd 1988-ban a Monte Carlo ralit.
Terepralis pályafutásának csúcsa volt mikor 1993-as Párizs - Dakar ralin diadalmaskodott.
A 2008-as Dakarnak a BMW csapat pilótájaként vágott neki.